# Dan Mischianu
Dan-Liviu Mischianu (n. 4 iulie 1954, Gherla, județul Cluj) este un profesor universitar doctor la Universitatea de Medicină și Farmacie „Carol Davila” din București, General maior (r) și conducător de doctorat UMF, specialitatea urologie.

## Domenii de interes
Elemente de patologie genitală externă la bărbat; Cancere urogenitale la bărbat; Probleme actuale ale infecțiilor chirurgicale; Litiaza renală; Tumorile vezicale superficiale; Urologie; Adenomul de prostată; Cancerul de prostată.

## Realizări
A publicat peste 250 de lucrări științifice, în reviste de specialitate din țară și de peste hotare. A introdus tehnici și procedee noi în chirurgia urologică, a efectuat o serie de cercetări științifice – clinice și experimentale.
Promovat în gradul de general de brigadă prin decretul prezidențial 1551/22 octombrie 2009. Promovat în gradul de general maior prin decretul prezidențial 743/28 noiembrie 2014.
Pe 10 mai 2014 a fost numit cetățean de onoare al municipiului Calafat.
Din 2016 este membru corespondent al Academiei Oamenilor de Știință din România. În 2019 a devenit membru titular al aceleași academii. În prezent este vicepreședinte al Secției de Medicină.  
Din 2015 este editor șef al Revistei de Medicină Militară (Romanian Journal of Military Medicine) și membru în board-ul științific al revistelor Journal of Medicine and Life (2010), Medicina Modernă (2014) , Archives of Balkan Medical Union, Romanian Journal of Urology-Membru al National Editorial Board, Annals of Academy Of Romanian Scientists - Series of Medicine - Associate Editor.
În anul 2015 câștigă premiul „Eugen Proca” categoria Științe Medicale pentru monografia „Cancerul de prostată local avansat și metastazat”, sub auspiciile Academiei Oamenilor de Știință din România.

În anul 2021 i se acordă premiul "General Profesor Dr. Carol Davila" pentru contribuția de excelență în medicina militară, cu ocazia împlinirii a 190 ani de la înființarea Spitalului Militar din București.
Este ales în 14 decembrie 2022, de către Adunarea Generală, membru de onoare al Academiei de Științe Medicale (ASM).

## Lucrări de istorie
- Codex Aureus Medicorum - Vasile Sârbu, Dan Mischianu; Editura RAO, 2021[13]

## Afilieri
- AOSR - Academia Oamenilor de Știință din România
- ARU - Asociația Română de Urologie Arhivat în 8 ianuarie 2015, la Wayback Machine.
- EAU - European Association of Urology
- SIU - Societé Internationale d’Urologie
- ESSM - European Society of Sexual Medicine